# Zach Bryan/Diskografie
Diese Diskografie ist eine Übersicht über die musikalischen Werke des US-amerikanischen Country-Sängers Zach Bryan. Den Schallplattenauszeichnungen zufolge hat er bisher mehr als 104,1 Millionen Tonträger verkauft, davon alleine in seiner Heimat über 90 Millionen. Seine erfolgreichste Veröffentlichung ist die Single Something in the Orange mit über 14,1 Millionen verkauften Einheiten.

## Alben

### Studioalben
| Jahr | Titel Musiklabel                                          | Höchstplatzierung, Gesamtwochen, AuszeichnungChartplatzierungen (Jahr, Titel, Musiklabel, Platzierungen, Wochen, Auszeichnungen, Anmerkungen) | Höchstplatzierung, Gesamtwochen, AuszeichnungChartplatzierungen (Jahr, Titel, Musiklabel, Platzierungen, Wochen, Auszeichnungen, Anmerkungen) | Höchstplatzierung, Gesamtwochen, AuszeichnungChartplatzierungen (Jahr, Titel, Musiklabel, Platzierungen, Wochen, Auszeichnungen, Anmerkungen) | Anmerkungen |
| Jahr | Titel Musiklabel                                          | UK | US | Country | Anmerkungen |
| ---- | --------------------------------------------------------- | --- | --- | --- | --- |
| 2019 | DeAnn Selbstverlag                                        | — | US167 Gold · (5 Wo.)US | — | Erstveröffentlichung: 24. August 2019 Wiederveröffentlichung: 21. Januar 2022 (Warner) Charteintritt: 19. August 2023 Verkäufe: + 540.000 |
| 2020 | Elisabeth Selbstverlag                                    | — | US76 Platin · (75 Wo.)US | Country17 (153 Wo.)Country | Erstveröffentlichung: 2020 Wiederveröffentlichung: 8. Mai 2020 (Warner) Verkäufe: + 1.080.000; Charteintritt: 28. Januar 2023             |
| 2022 | American Heartbreak Belting Bronco Records (WMG)          | UK— SilberUK | US5 ×3Dreifachplatin · (… Wo.)US | Country1 (… Wo.)Country | Erstveröffentlichung: 20. Mai 2022 Verkäufe: + 3.250.000                                                                                  |
| 2023 | Zach Bryan Belting Bronco Records (WMG)                   | UK22 Gold · (4 Wo.)UK | US1 Platin · (… Wo.)US | Country1 (… Wo.)Country | Erstveröffentlichung: 25. August 2023 Verkäufe: + 1.390.000                                                                               |
| 2024 | The Great American Bar Scene Belting Bronco Records (WMG) | UK16 Silber · (5 Wo.)UK | US2 Platin · (… Wo.)US | Country1 (… Wo.)Country | Erstveröffentlichung: 4. Juli 2024 Verkäufe: + 1.147.500                                                                                  |

### Livealben
| Jahr | Titel Musiklabel                                                                   | Höchstplatzierung, Gesamtwochen, AuszeichnungChartplatzierungen (Jahr, Titel, Musiklabel, Platzierungen, Wochen, Auszeichnungen, Anmerkungen) | Höchstplatzierung, Gesamtwochen, AuszeichnungChartplatzierungen (Jahr, Titel, Musiklabel, Platzierungen, Wochen, Auszeichnungen, Anmerkungen) | Höchstplatzierung, Gesamtwochen, AuszeichnungChartplatzierungen (Jahr, Titel, Musiklabel, Platzierungen, Wochen, Auszeichnungen, Anmerkungen) | Anmerkungen                             |
| Jahr | Titel Musiklabel                                                                   | UK | US | Country | Anmerkungen                             |
| ---- | ---------------------------------------------------------------------------------- | --- | --- | --- | --------------------------------------- |
| 2022 | All My Homies Hate Ticketmaster (Live from Red Rocks) Belting Bronco Records (WMG) | — | US88 (2 Wo.)US | Country14 (6 Wo.)Country | Erstveröffentlichung: 25. Dezember 2022 |

### EPs
| Jahr | Titel Musiklabel                                 | Höchstplatzierung, Gesamtwochen, AuszeichnungChartplatzierungen (Jahr, Titel, Musiklabel, Platzierungen, Wochen, Auszeichnungen, Anmerkungen) | Höchstplatzierung, Gesamtwochen, AuszeichnungChartplatzierungen (Jahr, Titel, Musiklabel, Platzierungen, Wochen, Auszeichnungen, Anmerkungen) | Höchstplatzierung, Gesamtwochen, AuszeichnungChartplatzierungen (Jahr, Titel, Musiklabel, Platzierungen, Wochen, Auszeichnungen, Anmerkungen) | Anmerkungen                                                  |
| Jahr | Titel Musiklabel                                 | UK | US | Country | Anmerkungen                                                  |
| ---- | ------------------------------------------------ | --- | --- | --- | ------------------------------------------------------------ |
| 2020 | Quiet, Heavy Dreams Belting Bronco Records (WMG) | — | US— GoldUS | — | Erstveröffentlichung: 27. November 2020 Verkäufe: + 540.000  |
| 2022 | Summertime Blues Belting Bronco Records (WMG)    | — | US34 Platin · (… Wo.)US | Country7 (131 Wo.)Country | Erstveröffentlichung: 15. Juli 2022 Verkäufe: + 1.007.500    |
| 2023 | Boys of Faith Belting Bronco Records (WMG)       | — | US8 Gold · (17 Wo.)US | Country3 (48 Wo.)Country | Erstveröffentlichung: 22. September 2023 Verkäufe: + 500.000 |
| 2025 | Streets of London Belting Bronco Records (WMG)   | — | — | — | Erstveröffentlichung: 2. Juli 2025                           |

## Singles

### Als Leadmusiker
| Jahr | Titel Album                                      | Höchstplatzierung, Gesamtwochen, AuszeichnungChartplatzierungen (Jahr, Titel, Album, Platzierungen, Wochen, Auszeichnungen, Anmerkungen) | Höchstplatzierung, Gesamtwochen, AuszeichnungChartplatzierungen (Jahr, Titel, Album, Platzierungen, Wochen, Auszeichnungen, Anmerkungen) | Höchstplatzierung, Gesamtwochen, AuszeichnungChartplatzierungen (Jahr, Titel, Album, Platzierungen, Wochen, Auszeichnungen, Anmerkungen) | Anmerkungen                                                                      |
| Jahr | Titel Album                                      | UK | US | Country | Anmerkungen                                                                      |
| --- | ------------------------------------------------ | --- | --- | --- | -------------------------------------------------------------------------------- |
| 2019 | Heading South Elisabeth                          | UK— GoldUK | US— ×5FünffachplatinUS | — | Erstveröffentlichung: 30. September 2019 Verkäufe: + 5.950.000                   |
| 2022 | From Austin American Heartbreak                  | — | US— ×2DoppelplatinUS | Country28 (17 Wo.)Country | Erstveröffentlichung: 25. Februar 2022 Verkäufe: + 2.160.000                     |
| 2022 | Highway Boys American Heartbreak                 | — | US— PlatinUS | Country40 (3 Wo.)Country | Erstveröffentlichung: 25. März 2022 Verkäufe: + 1.080.000                        |
| 2022 | Late July American Heartbreak                    | — | US— GoldUS | Country42 (1 Wo.)Country | Erstveröffentlichung: 12. April 2022 Verkäufe: + 540.000                         |
| 2022 | Something in the Orange American Heartbreak      | UK70 Platin · (12 Wo.)UK | US10 ×2Diamant + Doppelplatin · (66 Wo.)US                                                                                               | Country1 (63 Wo.)Country | Erstveröffentlichung: 22. April 2022 Verkäufe: + 14.155.000                      |
| 2022 | Open the Gate American Heartbreak                | — | US— PlatinUS | Country48 (2 Wo.)Country | Erstveröffentlichung: 6. Mai 2022 Verkäufe: + 1.080.000                          |
| 2022 | Summertime Blues                                 | — | — | Country48 (1 Wo.)Country | Erstveröffentlichung: 7. Juli 2022                                               |
| 2022 | Burn, Burn, Burn –                               | UK— SilberUK | US93 ×3Dreifachplatin · (3 Wo.)US | Country24 (21 Wo.)Country | Erstveröffentlichung: 8. September 2022 Verkäufe: + 3.620.000                    |
| 2022 | Starved –                                        | — | — | Country43 (2 Wo.)Country | Erstveröffentlichung: 11. Oktober 2022                                           |
| 2022 | The Greatest Day of My Life –                    | — | — | Country43 (1 Wo.)Country | Erstveröffentlichung: 11. November 2022                                          |
| 2022 | Fifth of May –                                   | — | US— PlatinUS | Country30 (4 Wo.)Country | Erstveröffentlichung: 11. November 2022 Verkäufe: + 1.080.000                    |
| 2023 | Dawns –                                          | UK— SilberUK | US42 ×3Dreifachplatin · (20 Wo.)US | Country11 (20 Wo.)Country | Erstveröffentlichung: 27. Januar 2023 feat. Maggie Rogers; Verkäufe: + 3.485.000 |
| 2024 | Pink Skies The Great American Bar Scene          | UK25 Gold · (22 Wo.)UK | US6 (25 Wo.)US | Country3 (26 Wo.)Country | Erstveröffentlichung: 24. Mai 2024 Verkäufe: + 875.000                           |
| 2024 | Purple Gas The Great American Bar Scene          | — | US70 (2 Wo.)US | Country19 (7 Wo.)Country | Erstveröffentlichung: 7. Juni 2024 Verkäufe: + 40.000; mit Noeline Hofmann       |
| 2024 | High Road –                                      | UK66 (1 Wo.)UK | US29 Gold · (5 Wo.)US | Country6 (… Wo.)Country | Erstveröffentlichung: 7. November 2024 Verkäufe: + 500.000                       |
| 2024 | This World’s a Giant –                           | UK73 (1 Wo.)UK | US49 (1 Wo.)US | Country12 (4 Wo.)Country | Erstveröffentlichung: 7. November 2024                                           |
| 2025 | Blue Jean Baby –                                 | — | US73 (2 Wo.)US | Country18 (10 Wo.)Country | Erstveröffentlichung: 27. Januar 2025                                            |
| 2025 | Dear Miss –                                      | — | — | Country21 (13 Wo.)Country | Erstveröffentlichung: 11. Februar 2025                                           |
| 2025 | Madeline –                                       | — | US62 (2 Wo.)US | Country15 (… Wo.)Country | Erstveröffentlichung: 18. Juli 2025 feat. Gabriella Rose                         |
| 2025 | Bowery –                                         | UK89 (… Wo.)UK | US81 (… Wo.)US | Country22 (… Wo.)Country | Erstveröffentlichung: 8. August 2025 feat. Kings of Leon                         |
| Folgende Lieder erschienen nicht als Single, wurden aber durch das Album zum Download und Streaming bereitgestellt und konnten somit eine Platzierung erlangen: |                                                  | | | |                                                                                  |
| |                                                  | | | |                                                                                  |
| 2022 | Heavy Eyes American Heartbreak                   | — | US— PlatinUS | Country28 (2 Wo.)Country | Charteinstieg: 4. Juni 2022 Verkäufe: + 1.115.000                                |
| 2022 | Sun to Me American Heartbreak                    | UK— SilberUK | US— ×3DreifachplatinUS | Country32 (20 Wo.)Country | Charteinstieg: 4. Juni 2022 Verkäufe: + 3.550.000                                |
| 2022 | The Good I’ll Do American Heartbreak             | — | US— PlatinUS | Country35 (18 Wo.)Country | Charteinstieg: 4. Juni 2022 Verkäufe: + 1.115.000                                |
| 2022 | Mine Again American Heartbreak                   | — | US— GoldUS | Country39 (1 Wo.)Country | Charteinstieg: 4. Juni 2022 Verkäufe: + 540.000                                  |
| 2022 | Happy Instead American Heartbreak                | — | — | Country47 (1 Wo.)Country | Charteinstieg: 4. Juni 2022                                                      |
| 2022 | Oklahoma Smokeshow Summertime Blues              | UK— SilberUK | US72 ×4Vierfachplatin · (20 Wo.)US | Country24 (24 Wo.)Country | Charteinstieg: 13. August 2022 Verkäufe: + 4.520.000                             |
| 2022 | Quittin’ Time Summertime Blues                   | — | US— GoldUS | Country40 (1 Wo.)Country | Charteinstieg: 13. August 2022 Verkäufe: + 580.000                               |
| 2023 | I Remember Everything Zach Bryan                 | UK14 Platin · (44 Wo.)UK | US1 ×9Neunfachplatin · (52 Wo.)US | Country1 (47 Wo.)Country | Charteinstieg: 7. September 2023 feat. Kacey Musgraves; Verkäufe: + 10.555.000   |
| 2023 | Hey Driver Zach Bryan                            | UK— SilberUK | US14 ×3Dreifachplatin · (20 Wo.)US | Country5 (27 Wo.)Country | Charteinstieg: 9. September 2023 feat. The War and Treaty; Verkäufe: + 3.510.000 |
| 2023 | Spotless Zach Bryan                              | UK— SilberUK | US17 ×2Doppelplatin · (6 Wo.)US | Country6 (20 Wo.)Country | Charteinstieg: 9. September 2023 feat. The Lumineers; Verkäufe: + 2.360.000      |
| 2023 | East Side of Sorrow Zach Bryan                   | — | US18 Platin · (6 Wo.)US | Country7 (20 Wo.)Country | Charteinstieg: 9. September 2023 Verkäufe: + 1.080.000                           |
| 2023 | Tourniquet Zach Bryan                            | — | US20 ×2Doppelplatin · (12 Wo.)US | Country8 (20 Wo.)Country | Charteinstieg: 9. September 2023 Verkäufe: + 2.195.000                           |
| 2023 | Overtime Zach Bryan                              | — | US22 Gold · (3 Wo.)US | Country10 (5 Wo.)Country | Charteinstieg: 9. September 2023 Verkäufe: + 540.000                             |
| 2023 | Summertime’s Close Zach Bryan                    | — | US23 Gold · (3 Wo.)US | Country11 (5 Wo.)Country | Charteinstieg: 9. September 2023 Verkäufe: + 500.000                             |
| 2023 | Fear and Friday’s Zach Bryan                     | — | US24 (3 Wo.)US | Country12 (7 Wo.)Country | Charteinstieg: 9. September 2023 Verkäufe: + 80.000                              |
| 2023 | Ticking Zach Bryan                               | — | US29 Gold · (3 Wo.)US | Country14 (6 Wo.)Country | Charteinstieg: 9. September 2023 Verkäufe: + 540.000                             |
| 2023 | El Dorado Zach Bryan                             | — | US31 Platin · (3 Wo.)US | Country15 (20 Wo.)Country | Charteinstieg: 9. September 2023 Verkäufe: + 1.040.000                           |
| 2023 | Holy Roller Zach Bryan                           | — | US37 Gold · (3 Wo.)US | Country17 (6 Wo.)Country | Charteinstieg: 9. September 2023 Verkäufe: + 540.000; feat. Sierra Ferrell       |
| 2023 | Smaller Acts Zach Bryan                          | — | US38 Gold · (3 Wo.)US | Country18 (6 Wo.)Country | Charteinstieg: 9. September 2023 Verkäufe: + 540.000                             |
| 2023 | Fear and Friday’s (Poem) Zach Bryan              | — | US39 (1 Wo.)US | Country19 (3 Wo.)Country | Charteinstieg: 9. September 2023                                                 |
| 2023 | Jake’s Piano – Long Island Zach Bryan            | — | US41 Gold · (2 Wo.)US | Country21 (4 Wo.)Country | Charteinstieg: 9. September 2023 Verkäufe: + 500.000                             |
| 2023 | Tradesman Zach Bryan                             | — | US44 (2 Wo.)US | Country22 (4 Wo.)Country | Charteinstieg: 9. September 2023 Verkäufe: + 40.000                              |
| 2023 | Oklahoman Son Zach Bryan                         | — | US47 (2 Wo.)US | Country25 (4 Wo.)Country | Charteinstieg: 9. September 2023                                                 |
| 2023 | Sarah’s Place Boys of Faith                      | UK— SilberUK | US14 Platin · (4 Wo.)US | Country5 (20 Wo.)Country | Charteinstieg: 7. Oktober 2023 Verkäufe: + 1.360.000; feat. Noah Kahan           |
| 2023 | Boys of Faith                                    | — | US26 Gold · (3 Wo.)US | Country9 (6 Wo.)Country | Charteinstieg: 7. Oktober 2023 Verkäufe: + 580.000; feat. Bon Iver               |
| 2023 | Deep Satin Boys of Faith                         | — | US45 Gold · (1 Wo.)US | Country12 (4 Wo.)Country | Charteinstieg: 7. Oktober 2023 Verkäufe: + 540.000                               |
| 2023 | Nine Ball Boys of Faith                          | UK86 Silber · (1 Wo.)UK | US54 Platin · (1 Wo.)US | Country15 (14 Wo.)Country | Charteinstieg: 7. Oktober 2023 Verkäufe: + 1.280.000                             |
| 2023 | Pain, Sweet, Pain Boys of Faith                  | — | US66 (1 Wo.)US | Country18 (1 Wo.)Country | Charteinstieg: 7. Oktober 2023                                                   |
| 2024 | American Nights The Great American Bar Scene     | — | US21 (9 Wo.)US | Country8 (18 Wo.)Country | Charteinstieg: 13. Juli 2024 Verkäufe: + 40.000                                  |
| 2024 | 28 The Great American Bar Scene                  | UK73 Silber · (8 Wo.)UK | US14 (20 Wo.)US | Country5 (27 Wo.)Country | Charteinstieg: 13. Juli 2024 Verkäufe: + 360.000                                 |
| 2024 | Better Days The Great American Bar Scene         | — | US46 Gold · (4 Wo.)US | Country17 (6 Wo.)Country | Charteinstieg: 20. Juli 2024 Verkäufe: + 540.000; feat. John Mayer               |
| 2024 | Oak Island The Great American Bar Scene          | — | US48 (2 Wo.)US | Country18 (6 Wo.)Country | Charteinstieg: 20. Juli 2024 Verkäufe: + 40.000                                  |
| 2024 | The Way Back The Great American Bar Scene        | — | US57 (1 Wo.)US | Country22 (4 Wo.)Country | Charteinstieg: 20. Juli 2024                                                     |
| 2024 | The Great American Bar Scene                     | — | US58 (1 Wo.)US | Country23 (3 Wo.)Country | Charteinstieg: 20. Juli 2024                                                     |
| 2024 | Bass Boat The Great American Bar Scene           | — | US61 Gold · (2 Wo.)US | Country24 (6 Wo.)Country | Charteinstieg: 20. Juli 2024 Verkäufe: + 540.000                                 |
| 2024 | Sandpaper The Great American Bar Scene           | — | US71 (2 Wo.)US | Country26 (5 Wo.)Country | Charteinstieg: 20. Juli 2024 Verkäufe: + 40.000; feat. Bruce Springsteen         |
| 2024 | Mechanical Bull The Great American Bar Scene     | — | US73 (1 Wo.)US | Country27 (2 Wo.)Country | Charteinstieg: 20. Juli 2024                                                     |
| 2024 | Boons The Great American Bar Scene               | — | US74 (1 Wo.)US | Country28 (2 Wo.)Country | Charteinstieg: 20. Juli 2024                                                     |
| 2024 | Memphis, The Blues The Great American Bar Scene  | — | US83 (1 Wo.)US | Country31 (1 Wo.)Country | Charteinstieg: 20. Juli 2024 feat. John Moreland                                 |
| 2024 | Like Ida The Great American Bar Scene            | — | US91 (1 Wo.)US | Country37 (1 Wo.)Country | Charteinstieg: 20. Juli 2024                                                     |
| 2024 | Northern Thunder The Great American Bar Scene    | — | US93 (1 Wo.)US | Country38 (2 Wo.)Country | Charteinstieg: 20. Juli 2024                                                     |
| 2024 | Towers The Great American Bar Scene              | — | US94 (1 Wo.)US | Country39 (1 Wo.)Country | Charteinstieg: 20. Juli 2024                                                     |
| 2024 | Funny Man The Great American Bar Scene           | — | US99 (1 Wo.)US | Country41 (1 Wo.)Country | Charteinstieg: 20. Juli 2024                                                     |
| 2024 | Lucky Enough (Poem) The Great American Bar Scene | — | — | Country43 (1 Wo.)Country | Charteinstieg: 20. Juli 2024                                                     |
| 2024 | Bathwater The Great American Bar Scene           | — | — | Country45 (1 Wo.)Country | Charteinstieg: 20. Juli 2024                                                     |
| 2025 | Revival Elisabeth                                | UK88 Silber · (1 Wo.)UK | US— ×2DoppelplatinUS | — | Charteinstieg: 10. Juli 2025 Verkäufe: + 2.440.000                               |
| 2025 | River Washed Hair Streets of London              | — | US53 (4 Wo.)US | Country15 (… Wo.)Country | Charteinstieg: 19. Juli 2025                                                     |

### Als Gastmusiker
| Jahr | Titel Album   | Höchstplatzierung, Gesamtwochen, AuszeichnungChartplatzierungen (Jahr, Titel, Album, Platzierungen, Wochen, Auszeichnungen, Anmerkungen) | Höchstplatzierung, Gesamtwochen, AuszeichnungChartplatzierungen (Jahr, Titel, Album, Platzierungen, Wochen, Auszeichnungen, Anmerkungen) | Höchstplatzierung, Gesamtwochen, AuszeichnungChartplatzierungen (Jahr, Titel, Album, Platzierungen, Wochen, Auszeichnungen, Anmerkungen) | Anmerkungen                                                           |
| Jahr | Titel Album   | UK | US | Country | Anmerkungen                                                           |
| ---- | ------------- | --- | --- | --- | --------------------------------------------------------------------- |
| 2025 | Rattlesnake – | — | — | Country41 (1 Wo.)Country | Erstveröffentlichung: 29. Januar 2025 Jack van Cleaf feat. Zach Bryan |

## Statistik

### Chartauswertung
|                     | UK    | US    | Country         |
| ------------------- | ----- | ----- | --------------- |
| Nummer-eins-Alben   | UK—UK | US1US | Country3Country |
| Top-10-Alben        | UK—UK | US4US | Country5Country |
| Alben in den Charts | UK2UK | US8US | Country7Country |

|                       | UK    | US     | Country          |
| --------------------- | ----- | ------ | ---------------- |
| Nummer-eins-Singles   | UK—UK | US1US  | Country2Country  |
| Top-10-Singles        | UK—UK | US3US  | Country13Country |
| Singles in den Charts | UK8UK | US49US | Country67Country |

### Auszeichnungen für Musikverkäufe
| Goldene Schallplatte - Australien - 2023: für die Single Dawns - 2023: für das Lied The Good I’ll Do - 2024: für das Lied Heavy Eyes - 2024: für das Lied Tourniquet - 2024: für das Album Zach Bryan - 2024: für das Lied 28 - Dänemark - 2025: für die Single Something in the Orange - 2025: für das Lied I Remember Everything - Kanada - 2023: für das Lied Crooked Teeth - 2023: für das Lied Let You Down - 2023: für das Album Summertime Blues - 2023: für das Lied Mine Again - 2024: für das Album DeAnn - 2024: für das Lied All The Time - 2024: für das Lied Overtime - 2024: für das Lied Smaller Acts - 2024: für das Lied Ticking - 2024: für das Lied Tishomingo - 2024: für das Lied Holy Roller - 2024: für das Lied El Dorado - 2025: für das Lied Leaving - 2025: für das Lied Loom - 2025: für das Lied Traveling Man - 2025: für das Lied Birmingham - 2025: für das Lied Sandpaper - 2025: für das Lied Better Days - 2025: für das Lied Bass Boat - 2025: für das Lied Purple Gas - 2025: für das Lied Oak Island - 2025: für das Lied American Nights - 2025: für das Lied Tradesman - 2025: für das Lied Blue - 2025: für das Lied ’68 Fastback - 2025: für das Lied If She Wants a Cowboy - 2025: für das Lied Oklahoma City - 2025: für das Lied She’s Alright - 2025: für das Lied Cold Damn Vampires - 2025: für das Lied Late July - 2025: für das Lied Deep Satin - 2025: für das Album Quiet, Heavy Dreams - Neuseeland - 2024: für die Single Pink Skies - 2024: für das Album The Great American Bar Scene - 2025: für das Album Summertime Blues - Vereinigte Staaten - 2024: für das Lied Traveling Man - 2025: für das Lied Blue - 2025: für das Lied ’68 Fastback - 2025: für das Lied If She Wants a Cowboy - 2025: für das Lied Birmingham - 2025: für das Lied Don’t Give Up On Me - 2025: für das Lied Loom - 2025: für das Lied From a Lover’s Point of View - 2025: für das Lied Oklahoma City - 2025: für das Lied She’s Alright - 2025: für das Lied Leaving - 2025: für das Lied Cold Damn Vampires - 2025: für das Lied Tishomingo - 2025: für das Lied All The Time - 2025: für das Lied Flying of Crying | Platin-Schallplatte - Australien - 2023: für das Lied I Remember Everything - 2024: für die Single Burn, Burn, Burn - 2024: für das Lied Hey Driver - Kanada - 2024: für das Lied Condemned - 2024: für das Lied The Good I’ll Do - 2025: für das Lied Letting Someone Go - 2025: für das Lied God Speed - 2025: für das Lied Snow - 2025: für das Lied Quittin’ Time - 2025: für das Album The Great American Bar Scene - 2025: für das Lied November Air - 2025: für die Single Fifth of May - 2025: für das Lied Fear and Friday’s - 2025: für das Lied East Side of Sorrow - 2025: für die Single Open the Gate - 2025: für die Single Highway Boys - 2025: für das Lied Heavy Eyes - 2025: für das Lied Boys of Faith - 2025: für das Lied Nine Ball - 2025: für das Album Elisabeth - Neuseeland - 2024: für das Album Zach Bryan - 2024: für das Lied Sun to Me - 2024: für die Single Burn, Burn, Burn - Vereinigte Staaten - 2024: für das Lied Condemned - 2024: für das Lied Letting Someone Go - 2025: für das Lied Crooked Teeth - 2025: für das Lied November Air - 2025: für das Lied Let You Down - 2025: für das Lied Motorcycle Drive By - 2025: für das Lied God Speed - 2025: für das Lied Snow 2× Platin-Schallplatte - Australien - 2023: für die Single Heading South - 2024: für die Single Pink Skies - Kanada - 2025: für das Lied Motorcycle Drive By - 2025: für das Lied 28 - 2025: für das Lied Spotless - 2025: für das Lied Tourniquet - 2025: für die Single From Austin - 2025: für das Album American Heartbreak - 2025: für das Lied Sarah’s Place - Neuseeland - 2025: für das Album American Heartbreak | 3× Platin-Schallplatte - Kanada - 2025: für die Single Dawns - 2025: für das Lied Hey Driver - 2025: für das Album Zach Bryan - 2025: für das Lied Sun to Me - 2025: für das Lied Revival - Neuseeland - 2025: für die Single Heading South 4× Platin-Schallplatte - Kanada - 2025: für die Single Pink Skies - 2025: für die Single Burn, Burn, Burn - 2025: für das Lied Oklahoma Smokeshow - Neuseeland - 2025: für das Lied I Remember Everything 6× Platin-Schallplatte - Kanada - 2025: für die Single Heading South - Neuseeland - 2025: für die Single Something in the Orange 8× Platin-Schallplatte - Australien - 2024: für die Single Something in the Orange 9× Platin-Schallplatte - Kanada - 2024: für das Lied I Remember Everything Diamantene Schallplatte - Kanada - 2024: für die Single Something in the Orange |

Anmerkung: Auszeichnungen in Ländern aus den Charttabellen bzw. Chartboxen sind in ebendiesen zu finden.
| Land/RegionAuszeichnungen für Musikverkäufe (Land/Region, Auszeichnungen, Verkäufe, Quellen) | Silber       | Gold       | Platin         | Diamant     | Verkäufe   | Quellen                           |
| -------------------------------------------------------------------------------------------- | ------------ | ---------- | -------------- | ----------- | ---------- | --------------------------------- |
| Australien (ARIA)                                                                            | —            | 6× Gold6   | 15× Platin15   | —           | 1.260.000  | aria.com.au                       |
| Dänemark (IFPI)                                                                              | —            | 2× Gold2   | —              | —           | 90.000     | ifpi.dk                           |
| Kanada (MC)                                                                                  | —            | 32× Gold32 | 73× Platin73   | Diamant1    | 7.920.000  | musiccanada.com                   |
| Neuseeland (RMNZ)                                                                            | —            | 3× Gold3   | 18× Platin18   | —           | 510.000    | aotearoamusiccharts.co.nz NZ2 NZ3 |
| Vereinigte Staaten (RIAA)                                                                    | —            | 32× Gold32 | 64× Platin64   | Diamant1    | 90.000.000 | riaa.com                          |
| Vereinigtes Königreich (BPI)                                                                 | 12× Silber12 | 3× Gold3   | 2× Platin2     | —           | 4.220.000  | bpi.co.uk                         |
| Insgesamt                                                                                    | 12× Silber12 | 78× Gold78 | 172× Platin172 | 2× Diamant2 |            |                                   |